# Gonomyia walshae
Gonomyia walshae är en tvåvingeart som beskrevs av Alexander 1934. Gonomyia walshae ingår i släktet Gonomyia och familjen småharkrankar. Inga underarter finns listade i Catalogue of Life.